# Alfred Andersch
Alfred Andersch (München, 1914. február 4. – Berzona, 1980. február 21. ) német író. A háború utáni német irodalom egyik legjelentősebb alakjaként tartják számon. Műveiben igen gyakran ábrázol kívülállókat, a társadalom peremére szorult embereket. A felvetett problémák központi kérdése jellegzetesen az egyén szabad akarata rendkívüli helyzetekben. Andersch irodalmi folyóiratok kiadójaként és éles hangú kritikusként vett részt a háború utáni politikai vitákban.

## Élete

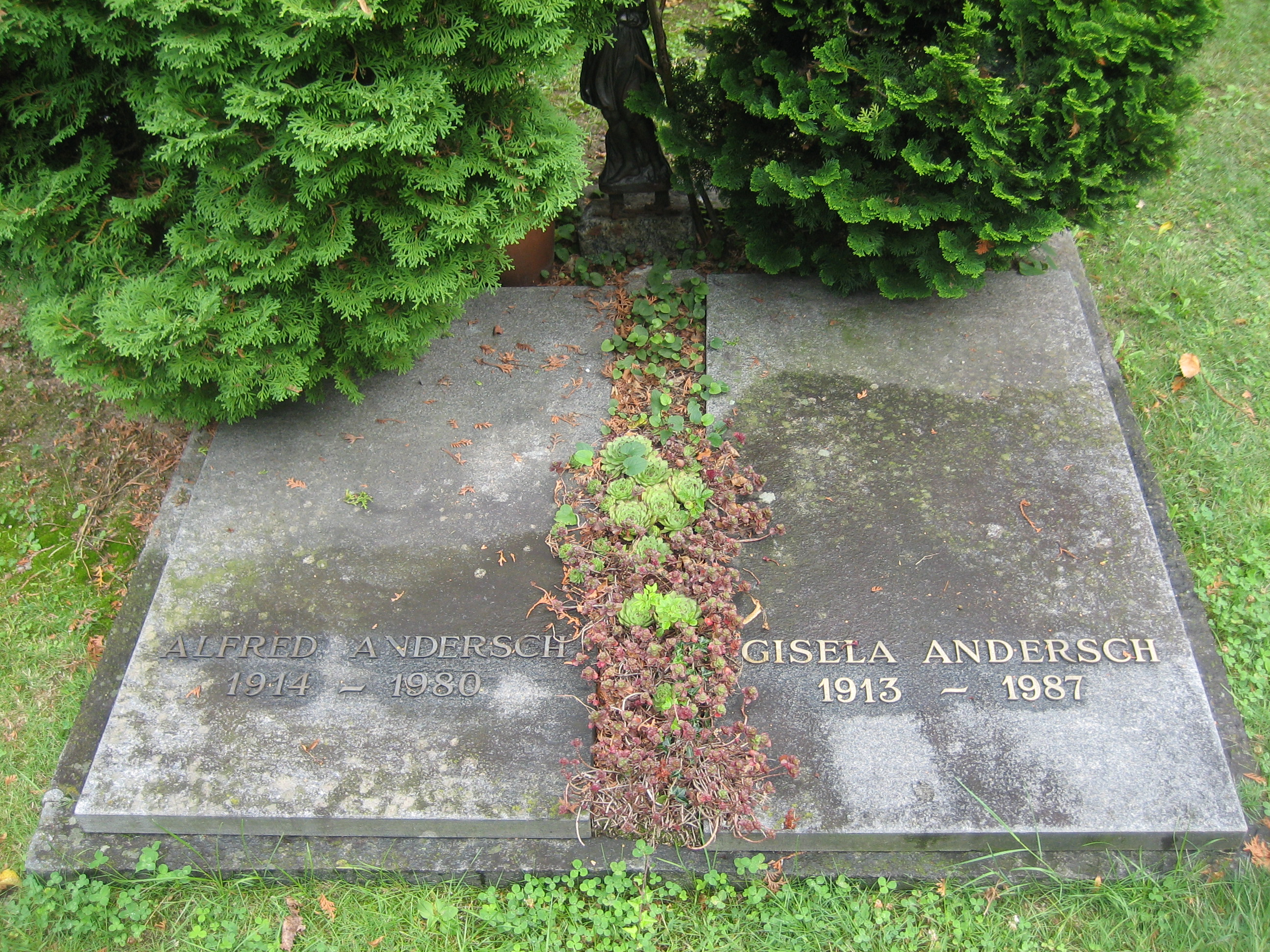
Alfred és Gisela Andersch sírköve Berzonában

Alfred Andersch polgári-konzervatív családból származott, a három fiúgyermek közül a középső volt. Apja Alfred Andersch (1875–1929) állatorvos, majd később könyvkereskedő, ingatlankereskedő és biztosítási ügynök is volt. Anyja Hedwig Andersch (szül. Watzek (1884–1976). Anderscht korán eltanácsolták a müncheni Wittelsbacher Gimnáziumból rossz jegyei miatt. Az iskola igazgatója Joseph Gebhard Himmler, Heinrich Himmler apja volt, emlékeit erről az időszakról Andersch a Der Vater eines Mörders (Egy gyilkos apja) című novellájában örökítette meg.
Andersch 1930-ban lépett be a Németország Kommunista Pártjába. Munkanélküliként volt ideje erre a politikai tevékenységre, már 18 évesen szervezési vezető lett. 1933-ban letartóztatták és 3 hónapra a dachaui koncentrációs táborba internálták. Egy elsősorban kommunista propaganda anyagot sokszorosító nyomda felfedése után ismét letartóztatták. Az újabb elhurcolást egy ügyes alibi révén elkerülte.
Bár szerencséje volt, mégis feladta politikai tevékenységét, depressziós lett. Egy kiadó könyvesboltjában talált munkát és későbbi feleségével, Angelika Alberttel kétszer is Olaszországba utazott. Csak 1937 után foglalkozott komolyabban írással, támogatója és segítője Dr. Günther Herzfeld-Wüsthoff arra biztatta, hogy nagy formátumokon iskolázza magát, Leopold von Ranke, Stendhal és Thomas Mann műveire irányította figyelmét.
1940-ben besorozták és Franciaországban állomásozott. Egyik frontszabadsága alatt ismerkedett össze Kölnben későbbi második feleségével, Gisela Groneuer festőművésszel. 1941-ben kiutasították a Wehrmachtból, mivel első felesége a Nürnbergi törvények értelmében „félzsidó” volt.
Andersch 1943-ban vált el feleségétől, mire újra behívták a frontra, de 1944. június 6-án dezertált. 1945-ig hadifogoly volt Louisiana államban és Rhode Island-en. A fogolytáborban újságot szerkesztett (Der Ruf – Blätter für deutsche Kriegsgefangene).
A hadifogságból visszatérve Erich Kästner szerkesztőasszisztense lett a müncheni Neue Zeitung-nál. Az amerikai megszállással elégedetlen volt, mert szerinte a demokratizálódás nem haladt megfelelő ütemben előre. Nézeteinek mérvadó formálója és kiindulópontja a francia egzisztencializmus volt. Gyorsan nyilvánvalóvá vált számára, hogy ez összeegyeztethetetlen a Neue Zeitung lapvonalával, ezért az amerikai zónában új havilapot alapított Hans Werner Richterrel: Der Ruf. Erősen baloldali nézeteik miatt azonban a lap kiadási engedélyét hamarosan megvonta az amerikai megszálló hatalom, a licenc visszavonásának hivatalos indoklása persze más volt, nihilizmus. Ekkor úgy döntöttek, hogy újabb lapot jelentetnek meg, amelynek középpontjában sokkal inkább az irodalom kapott volna helyet. Bár az újság végül is nem jelenhetett meg, az alapításakor szervezett irodalmi találkozók a Gruppe 47 bölcsője lett.
Az 1948 és 1958 közötti időszakban Andersch irodalmi körökben egyre befolyásosabb véleménnyel rendelkező szerkesztő lett. Először a Hesseni Rádió, majd Bajor Rádió berkeiben tevékenykedett. A Studio Frankfurt (1952-1954) majd később a Texte und Zeichen (1955-1957) szerkesztőjeként, valamint a Radio-Essay alapítójaként fáradhatatlanul törekedett új tehetségek felkutatására, pártfogoltja volt például Arno Schmidt. 1950-ben másodszor is megházasodott és 1952-ig a kerpeni várban éltek, majd Hamburgba költöztek.
1958-tól egészen haláláig egy kis svájci művészkolóniában élt Valle Onsernone-ban (Ticino (Tessin, szomszédai Max Frisch és Golo Mann). A kitelepülés tiltakozás is volt az NSZK társadalompolitikája ellen. 1972-ben megkapta a svájci állampolgárságot.
Ennek ellenére továbbra is fontos szerepet játszott a német irodalmi életben. Levelezett többek között Ingeborg Bachmann-nal, Johannes R. Becherrel, Heinrich Böll-lel, Günter Eichhel, Hans Magnus Enzensbergerrel, Günter Grass-szal, Helmut Heißenbüttellel, Wolfgang Koeppennel, Martin Walserrel és Peter Weiss-szel.

## Művei

### Regények
- Sansibar oder der letzte Grund
- Die Rote
- Efraim
- Winterspelt

### Elbeszélések
- Die Kirschen der Freiheit
- Piazza San Gaetano. Suite
- Geister und Leute. Zehn Geschichten
- Ein Liebhaber des Halbschattens. Drei Erzählungen
- Ein Auftrag für Lord Glouster
- Tochter. Erzählung
- Gesammelte Erzählungen
- Mein Verschwinden in Providence
- Alte Peripherie. Ausgewählte Erzählungen
- Meistererzählungen
- Weltreise auf deutsche Art
- Der Vater eines Mörders
- Flucht in Etrurien

### Hangjátékok
- Biologie und Tennis
- Die Feuerinsel oder die Heimkehr des Kapitäns Tizzoni
- Von Ratten und Evangelisten
- Fahrerflucht
- Der Tod des James Dean. Eine Funkmontage
- Der Albino
- In der Nacht der Giraffe

### Versek
- empört euch der himmel ist blau. Gedichte und Nachdichtungen

### Esszék
- Deutsche Literatur in der Entscheidung. Ein Beitrag zur Analyse der literarischen Situation
- Die Blindheit des Kunstwerks und andere Aufsätze
- Giorgio Bassani oder vom Sinn des Erzählens
- Wie trivial ist der Trivialroman?
- Einige Zeichnungen
- Öffentlicher Brief an einen sowjetischen Schriftsteller, das Überholte betreffend. Reportagen und Aufsätze
- Ein neuer Scheiterhaufen für alte Ketzer. Kritiken und Rezensionen
- Es gibt kein fremdes Leid. Briefe und Essays zu Krieg und Frieden
- „...einmal wirklich leben“. Ein Tagebuch in Briefen an Hedwig Andersch 1943–1975

### Útleírások
- Wanderungen im Norden
- Aus einem römischen Winter. Reisebilder
- Hohe Breitengrade oder Nachrichten von der Grenze
- Norden, Süden, rechts und links. Von Reisen und Büchern 1951–1971
- Irische Impressionen

## Magyarul megjelent művei
- Diana és a fuvolás; ford. Lukács Katalin / Kos-áldozat; ford. Bolarics Andrea; in: Özönvíz után. Válogatás a Gruppe 47 német írócsoport műveiből; vál., bev., jegyz. Vizkelety András; Európa, Bp., 1964
- A végső ok: Zanzibár. Regény; ford. Kőszeg Ferenc, Kurcz Ágnes; Zrínyi Ny., Bp., 1967 (Kozmosz könyvek)
- Efraim; ford. Kovács Vera, utószó Bor Ambrus; Európa, Bp., 1976
- A félárnyék barátja. Kisregények és elbeszélések; ford. Bor Ambrus, vál., utószó Kajtár Mária; Európa, Bp., 1979
- Konsztantyin Szimonov és Alfred Andersch levélváltása (inː Nagyvilág, 1978/3)